# Wacław Uruszczak
Wacław Uruszczak (ur. 28 września 1946 w Krakowie) – polski prawnik, historyk i kanonista, profesor nauk prawnych, specjalista z zakresu historii prawa oraz prawa kościelnego, poeta i tłumacz literatury francuskiej. W latach 1997–2017 kierownik Katedry Historii Prawa Polskiego oraz kierownik Zakładu Prawa Kościelnego i Wyznaniowego Wydziału Prawa i Administracji Uniwersytetu Jagiellońskiego. Adwokat. Komandor papieskiego Orderu Świętego Sylwestra.

## Życiorys
W 1969 ukończył studia prawnicze na Uniwersytecie Jagiellońskim. doktorem nauk prawnych został w 1975, będąc ostatnim doktorantem prof. Adama Vetulaniego. Habilitował się w 1981. W 1990 otrzymał tytuł naukowy profesora, a od 1993 jest zatrudniony na stanowisku profesora zwyczajnego. W latach 1985–1986 pełnił obowiązki dyrektora Instytutu Historyczno-Prawnego Uniwersytetu Jagiellońskiego, a w latach 1988–1991 był zastępcą dyrektora tego Instytutu. W latach 1990–1993 pełnił funkcję prodziekana ds. ogólnych Wydziału Prawa i Administracji Uniwersytetu Jagiellońskiego.
Odbył staże naukowe w Instytucie Maxa Plancka we Frankfurcie nad Menem, Uniwersytecie w Antwerpii oraz na University of California w Berkeley. Wykładał m.in. na uniwersytetach w Montpellier, Bordeaux, Limoges i Poitiers.
Jest członkiem Polskiego Towarzystwa Historycznego, Polskiego Towarzystwa Prawa Wyznaniowego, Académie des Sciences et Lettres w Montpellier, Société d’Histoire de Droit w Paryżu, Société d’Histoire du Droit et des Institutions des Anciens Pays de Droit w Montpellier, Société Jean Bodin pour l’histoire comparative du droit et des institutions, International Commission for the History of Representative and Parliamentary Institutions oraz Polskiej Akademii Umiejętności. Zasiada w Komitecie Redakcyjnym „Czasopisma Prawno-Historycznego” i jest redaktorem naczelnym „Krakowskich Studiów z Historii Państwa i Prawa”.
Wybitny badacz dziejów polskiego parlamentaryzmu czasów jagiellońskich. M.in. wskazał rok 1468 jako datę obrad najstarszego dwuizbowego sejmu walnego koronnego, obradującego z udziałem senatorów i  posłów wybranych na sejmikach wojewódzkich. Poprzednio przyjmowano rok 1493.
Jego badania stały się podstawą do ogólnopolskich obchodów 550-lecia polskiego parlamentaryzmu w 2018 r., których częścią było uroczyste Zgromadzenie Narodowe, zwołane 13 lipca 2018 r..
Pod jego kierunkiem stopień naukowy doktora otrzymali m.in. Ludwik Sobolewski (1995), Grzegorz M. Kowalski (2002), Katarzyna Krzysztofek (2011) i Maciej Mikuła (2012).
17 listopada 2017 Uniwersytet Jagielloński zorganizował uroczystość 50-lecia jego pracy twórczej, podczas której przedstawiono wydany z tej okazji zbiór publikacji jubilata pt. Opera historico – iuridica selecta. Prawo kanoniczne – nauka prawa – prawo wyznaniowe.
W 2006 r. wyróżniony nagrodą Rektora Uniwersytetu Jagiellońskiego "Laur Jagielloński" za wybitne osiągnięcia naukowe. W 2016 r.  otrzymał medal Jihoceske Univerzity v Ceskych Budejovicich za długoletnią współpracę. W 2018 r. został wyróżniony przez Senat Uniwersytetu Jagiellońskiego medalem "Merentibus"  za szczególne zasługi dla UJ.  Przewodniczący kapituły "Ars Legis – Stowarzyszenie im. św. Ivo Helory – Patrona prawników"  w Krakowie.
Wieloletni członek, a od 2022 r. przewodniczący Rady Naukowej Archiwum Nauki PAN i PAU w Krakowie.
Wszedł w skład komitetu wspierającego kandydaturę Karola Nawrockiego na prezydenta RP w wyborach w 2025.

## Życie prywatne
Od 6 marca 1971 r. w sakramentalnym związku małżeńskim z Barbarą Kijowską-Uruszczak. Dzieci: Michał Uruszczak (1975 - 2024), Adam Uruszczak (1978 – 2005), Aleksandra Uruszczak (ur. 1984).

## Odznaczenia
Za zasługi na polu nauki został w 2016 odznaczony rycerskim orderem świętego Sylwestra w klasie komandora przyznanym przez papieża Franciszka. W 2022 został odznaczony Krzyżem Oficerskim Orderu Odrodzenia Polski.

## Publikacje
- O genezie i dacie statutu krakowskiego Władysława Jagiełły, „Czasopismo Prawno-Historyczne”, t. XX, 1968
- Krakowski komentarz reguł prawa z początku XVI wieku [Lectura super titulo de regulis iuris Libro Sexto], „Czasopismo Prawno-Historyczne”, t. XXV, 1973, 2
- Les répercussions de la mort de Thomas Becket en Pologne (XIIe ‑ XIIIe siècles), Thomas Becket et la France. Beauchesne, Paris 1975
- Un jurista español olvidado: García Quadros de Sevilla. Sobre la historia de la ciencia juridica en Polonia en la epoca del rinacimento   „Annuario de Historia del Derecho Español”, t. XLVI, Madrid 1976
- L' oeuvre d'Omnebene dans le MS 602 de la Bibliothèque municipale de Cambrai [Dzieło Omnebene w rkpsie 602 w Bibliotece Miejskiej w Cambrai], Monumenta iuris canonici. Series C. Subsidia, nr 5),  Città del Vaticano 1976,  wspólnie z Adamem Vetulanim.
- Próba kodyfikacji prawa polskiego w pierwszej połowie XVI wieku. Korektura praw z 1532 r. (1979)
- Albéric et l'enseignement du droit romain à Reims au XIIe siècle [Alberyk i nauczanie prawa rzymskiego w Reims w XII w.], (Milano 1979)
- Sejm walny koronny w latach 1506–1540 (1980)
- Adam Vetulani, Sur Gratien et les Décrétales. Recueil d'études édité par Wacław Uruszczak,  (Aldershot –  Hampshire  1990)
- Adam Vetulani, Institutions de l'Eglise et canonistes au Moyen Age. De  Strasbourg á Cracovie. Recueil d'études édité par Wacław Uruszczak.Préface Wacław Uruszczak,  (Aldershot – Hampshire 1991)
- Korektura praw z 1532 roku: studium historycznoprawne, t. 1–2 (1990, 1991)
- Formy dawnego państwa polskiego. Uwagi dyskusyjne (1994).
- Konkordat nadziei. Refleksje o znaczeniu Konkordatu z 1993 r. dla Państwa Polskiego (1994)
- Volumina Constitutionum, Tom I : 1493-1549, vols 1 i 2 (Warszawa 1996, 2000), wespół z  Stanisławem Grodziskim i Ireną Dwornicką
- Państwo pierwszych Jagiellonów (1999)
- Statuty Kazimierza Wielkiego jako źródło prawa    (Łódź 1999)
- Enseignants du droit à Reims au XIIe siècle, (University of Berkeley – The Robbins Collection, California 2000)
- Polonica w korespondencji królowej szwedzkiej Krystyny w zbiorach Bibliothèque Interuniversitaire w Montpellier (2001)
- Prawo wyznaniowe : zbiór przepisów (wspólnie ze Zdzisławem Zarzyckim, 2003)
- Acta Maleficorum Wisniciae. Księga złoczyńców Sądu Kryminalnego w Wiśniczu (1629-1665), opracował i wydał Wacław Uruszczak przy współpracy Ireny Dwornickiej (Kraków: Collegium Columbinum 2004)
- Cudzołóstwo według prawa zakazane popełniali : pitaval małopolski (2005)
- »Commune incliti  Poloniae  Regni  privilegium, constitutionum et indultuum«. O tytule i mocy prawnej Statutu Łaskiego z 1506 roku (Kraków 2006)
- Recepcja prawa kanonicznego w obowiązującym prawie polskim (2007)
- Rola prawa kanonicznego w rozwoju prawa polskiego w XII-XV wieku (Praha 2008)

- Stendhal (Henri Beyle) Pamiętnik o Napoleonie, przekład i opracowanie W. Uruszczak (Kraków: Collegium Columbinum 2008)
- Poselstwo sejmowe w dawnej Polsce. Posłaniec, mandatariusz, poseł‚ narodu (2009)
- Niezależność sądów, niezawisłość i samorządność sędziowska w dawnej i niedawnej Polsce (Toruń-Warszawa 2010)
- Następstwo tronu w Księstwie Krakowsko-Sandomierskim i Królestwie Polskim (1180-1370)  (2010)
- Umowy w zakresie ubezpieczeń, [w:] System Prawa Handlowego (Warszawa 2011
- Historia państwa i prawa polskiego. Tom I (966–1795) (3 wydania: 2010, 2013, 2015)
- Acta Nigra Maleficorum Wisniciae (1665-1785). Księga Czarna Złoczyńców Sądu Kryminalnego w Wiśniczu (1665-1785), opracował i wydał Wacław Uruszczak przy współpracy Bartłomieja Migdy, Anny Karabowicz i Adama Uruszczaka, Archiwum Państwowe w Krakowie, Kraków 2010
- Konstytucja 3 maja 1791 r. Testament polityczny I Rzeczypospolitej (2011)
- Ustawy okołokonstytucyjne Sejmu Wielkiego z 1791 i 1792 roku  (2013)
- Księga kryminalna miasta Krakowa z lat 1554-1625, opracowali i wydali Wacław Uruszczak, Maciej Mikuła, Anna Karabowicz, Kraków: Wydawnictwo Uniwersytetu Jagiellońskiego  2013
- Powstanie Uniwersytetu w Krakowie w 1364 roku (2014)
- Księga kryminalna miasta Krakowa z lat 1589-1604, opracowali i wydali Wacław Uruszczak, Maciej Mikuła, Krzysztof Fokt, Anna Karabowicz (Kraków: Societas Vistulana 2016)
- Księgi kryminalne miasta Krakowa z lat 1630-1633, 1679-1690, opracowali i wydali Wacław Uruszczak, Maciej Mikuła, Krzysztof Fokt, Kraków: Societas Vistulana 2016
- Opera historico – iuridica selecta. Prawo kanoniczne – nauka prawa – prawo wyznaniowe (2017)
- Unio regnorum sub una corona non causat eorum unitatem. Unia Polski i Litwy w Krewie w 1385 r. Studium historyczno-prawne (2017)
- Najstarszy sejm walny koronny 'dwuizbowy'  w Piotrkowie w 1468 roku (Wydawnictwo Sejmowe 2018)
- 550 lat parlamentaryzmu Rzeczypospolitej (Warszawa 2018, współautor:  Marek Kornat)
- Zasada parlamentaryzmu na tle zasad ustrojowych dawnego państwa polskiego (2019)
- Konkordaty nazwane i nienazwane w Polsce przedrozbiorowej (Lublin 2019)
- Perwersyjne funkcje niemieckiego „prawa” w Generalnym Gubernatorstwie (1939—1945) (2019)
- Sto wierszy (Kraków: Księgarnia akademicka 2020)
- Wierszyki jak smakołyki  (Kraków, Księgarnia Akademicka 2021, ISBN 978-83-8138-421-6
- Historia państwa i prawa polskiego 966-1795, wydanie 4, Warszawa, Wolters Kluwer 2021
- Wiara, nadzieja i miłość, Kraków 2022, Księgarnia Akademicka, ISBN 978-83-8138-632-6[18]
- Jura Krakowsko-Częstochowska wierszem i kreską / Wacław Uruszczak ; ilustrował Michał Uruszczak, Kraków, Księgarnia Akademicka 2022, ISBN 978-83-8138-759-0
- Krotochwile, smutki, odrobina patosu, Kraków, Księgarnia Akademicka 2023, ISBN 978-83-8138-885-6